# Szermierka na Letnich Igrzyskach Olimpijskich 1932 – szabla drużynowo mężczyzn
Rywalizacja drużynowa w szabli mężczyzn na Letnich Igrzyskach Olimpijskich 1932 została rozegrana w dniach 10–11 sierpnia. Wystartowało 32 zawodników z 6 krajów.

## Składy
Każda z ekip mogła liczyć 6 zawodników. Do każdego meczu wybierano 4 zawodników. Turniej rozgrywano systemem każdy z każdym. Walczono do 3 trafień.
| Dania - Ivan Osiier - Erik Kofoed-Hansen - Aage Leidersdorff - Axel Bloch Meksyk - Antonio Haro - Francisco Valero - Gerónimo Delgadillo - Nicolás Reyero Polska - Tadeusz Friedrich - Marian Suski - Władysław Dobrowolski - Władysław Segda - Adam Papée - Leszek Lubicz-Nycz | Stany Zjednoczone - Peter Bruder - John Huffman - Édward Gardère - Nickolas Muray - Harold Van Buskirk - Ralph Faulkner Węgry - Attila Petschauer - Ernő Nagy - Gyula Glykais - György Piller - Aladár Gerevich - Endre Kabos Włochy - Gustavo Marzi - Giulio Gaudini - Renato Anselmi - Emilio Salafia - Arturo De Vecchi - Ugo Pignotti |

## Wyniki
Rywalizowano w dwóch grupach z których dwie najlepsze drużyny awansowały do finału. Pierwotnie do turnieju zgłoszono 8 drużyn, jednak dwie drużyny nie przystąpiły do zawodów. Walczono systemem każdy z każdym.

### Runda 1

#### Grupa 1
| Miejsce | Zespół            | ITA | USA |   | W | P | TZ | TO | Kwal. |
| 1.      | Włochy            |     |     | - | - | - | -  | Q  |       |
| 2.      | Stany Zjednoczone |     |     | - | - | - | -  | Q  |       |

#### Grupa 2
| Miejsce | Zespół | HUN  | POL  | DNK  | MEX  |   | W | P  | TZ | TO | Kwal. |
| 1.      | Węgry  |      |      | 11:1 | 14:2 | 2 | 0 | 25 | 3  | Q  |       |
| 2.      | Polska |      |      | 9:5  | 10:6 | 2 | 0 | 19 | 11 | Q  |       |
| 3.      | Dania  | 1:11 | 5:9  |      |      | 0 | 2 | 6  | 20 |    |       |
| 4.      | Meksyk | 2:14 | 6:10 |      |      | 0 | 2 | 8  | 24 |    |       |

### Finał
| Miejsce | Zespół            | HUN  | ITA | POL | USA  |   | W | P  | TZ | TO |
| 1.      | Węgry             |      | 9:2 | 9:1 | 13:3 | 3 | 0 | 31 | 6  |    |
| 2.      | Włochy            | 2:9  |     | 9:1 | 9:4  | 2 | 1 | 20 | 14 |    |
| 3.      | Polska            | 1:9  | 1:9 |     | 8:8  | 1 | 2 | 10 | 26 |    |
| 4.      | Stany Zjednoczone | 3:13 | 4:9 | 8:8 |      | 0 | 3 | 15 | 30 |    |